# Alamosa County
Alamosa County is een county in de Amerikaanse staat Colorado.
De county heeft een landoppervlakte van 1872 km² en telt 14.966 inwoners (volkstelling 2000). De hoofdplaats is Alamosa.